# مقبرة براغ (رواية)
مقبرة براغ ، هي رواية للفيلسوف والروائي الإيطالي أومبرتو إكو، نشرت الرواية لأول مرة باللغة الإيطالية عام 2010، ورشحت لجائزة «الإندبندنت» عن أفضل عمل قصصي خيالي أجنبي في بريطانيا عام 2012.

## حول الرواية
بطل الرواية هي شخصية الكابتن سينموني وكل الشخصيّات الأخرى في هذه الرواية حقيقية وقامت حقيقة بتلك الأفعال، حيث تدور احداث الرواية في القرن التاسع عشر في مدن: تورينو، باليرمو وباريس، ويمتهن الكابتن سينموني المحاماة، ويقوم بأعمال أخرى منها تزوير الوثائق، تتناول الرواية كره الكابتن سينموني للأخر بشكل عام حيث يتركز كرهه لليهود والنساء وكل الجنسيات، والمتعة البشرية الوحيدة الممكنة عند الكابتن سينموني هي الاكل.
ويعود كره الكابتن سينموني لليهود بالذات لأنه تربى على بغضهم منذ صغره وهو مادفعه أن يختلق فكرة وثيقة عن اجتماع سري عقده رؤساء الطوائف اليهودية في مقبرة براغ الذي نتج عنها إطلاق بروتوكولات حكماء صهيون، وفي هذه الوثيقة قام بوضع افكاره القائمة من قراءته للكتب السابقة ودمج معها بعضا من الواقع الذي يقوم به اليهود في عصره لإضفاء المصداقية عن ذلك الاجتماع السري، ليست الشخصيات الأخرى فقط حقيقية في الرواية فالبطل «الكابتن سينموني» بدوره قام بأشياء وقعت حقاً، ولكن من قام بهذه الاشياء في الواقع أشخاص مختلفون، وذلك لكي تكون شخصيّة البطل في هذه القصة هي الأكثر واقعية، وتتشابه في احيان كثيرة مع شخصيات أخرى تعيش بيننا في الواقع.